# エルンスト・レーマク

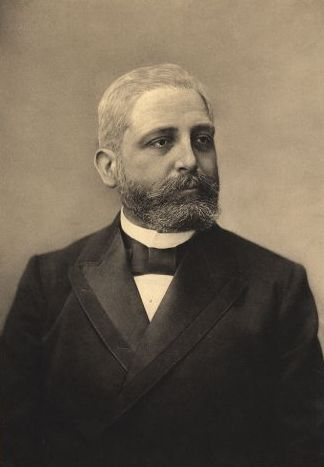
エルンスト・レーマク

エルンスト・レーマク（Ernst Julius Remak, 1849年5月26日 - 1911年5月24日）は、ドイツの神経病理学者。
ロベルト・レーマクの子。息子のロベルト・レーマクは数学者。
ベルリーンに生まれ、ブレスラウ大学、ベルリン大学、ヴュルツブルク大学、シュトラースブルク大学、ハイデルベルク大学で学び、1870年に医学博士号を取得。
1870年-71年の普仏戦争に従軍、森鷗外も学んだことのあるベルリン大学付属シャリテ病院（Charité Hospital）の助手となり、神経病理学者として自立、1877年に私講師、1893年に教授となる。
「レマーク麻痺(型) Remak's paralysis (type)」、「レマーク反射 Remak's reflex, Remak Femoralreflex」、「レマーク症候（徴候） Remak's symptom (sign)」などに名前を残す。
レマーク（氏）反射とは、錐体路が損傷した際に、大腿の内側を摩擦すると、脚挙上・足背屈（指が足の裏の方向に曲がる）反応を示すことである。
エルンスト・レーマクは、また医学雑誌に50件の論文を投稿、また「開業医のための電気診断法と電気療法の入門書　Grundriss der Elektrodiagnostik und Elektrotherapie für Praktische Ärzte（1895年ウィーン）」、カール・ノートナーゲル Carl Nothnagel の「特殊な病理学と治療法のハンドブック　Handbuch der Speziellen Pathologie und Therapie（1900年）」の「神経炎と多発性神経炎　Neuritis und Polyneuritis」部分の作者でもある。

## 参考資料
Pagel, Biographie.